# Glendale (Arizona)
Glendale é uma cidade localizada no estado americano do Arizona, no condado de Maricopa. Foi incorporada em 1910. Situa-se a cerca de 15 km a nordeste do centro da capital do estado, Phoenix.
A equipa de hóquei no gelo Arizona Coyotes passou a jogar em Glendale após a construção do estádio Desert Diamond Arena (anteriormente conhecido como Glendale Arena ou Jobing.com Arena), inaugurado em Dezembro de 2003. Em Glendale encontra-se também o estádio da Universidade de Phoenix, inaugurado em 2006 e sede da equipa de futebol americano Arizona Cardinals, pertencente à NFL. Em 2008, teve lugar neste estádio o chamado Super Bowl XLII, no qual se defrontaram as equipas dos New York Giants e dos New England Patriots.

## Geografia
De acordo com o United States Census Bureau, a cidade tem uma área de 155,7 km², onde 155,3 km² estão cobertos por terra e 0,4 km² por água.

## Demografia
Segundo o censo nacional de 2020, a sua população é de 248 325 habitantes, e sua densidade populacional é de 1 459,4 hab/km². É a quinta localidade mais populosa do Arizona, bem como a quinta mais densamente povoada. Possui 90 505 residências, que resulta em uma densidade de 582,6 residências/km².